# أبو القاسم الفردوسي‌
أَبُو القَاسِمِ الفِردَوسِي الطُّوسِي (بالفارسية: ابوالقاسم فردوسی توسی) (329 - 416 هـ المُوافق فيه 940 - 1025م) الشهير اختصارًا بِـ«الفردوسي» (بالفارسية: فردوسی) هو شاعر فارسي من أكابر الأدباء ومؤلف الملحمة الشعريَّة الشهيرة «الشاهنامه» وهي أطول قصيدةٍ في العالم. كان له عظيمُ الأثر في إحياء اللُغة الفارسيَّة وحفظها من الاندثار، ويُعدُّ من أبلغ الشخصيَّات تأثيرًا في تاريخ الأدب. ومن ألقابه «حكيم الكلام» أو «حكيم طوس».

## نسبه
اسمه غير معروف على وجه الدقة. قيل اسمه المنصور بن الحسن وقيل الحسن بن إسحاق بن شرف شاه وقيل غير ذلك. وكذلك مولده ووفاته مختلف فيهما. وكان سنيأ رغم أن يزعم أنه من الشيعة وقد نشد في أول دیوانه في أبي بکر، عمر، عثمان وعلي نعتا. والشاهنامة تتحدث عن أساطير الفرس قبل الإسلام.

## حياته

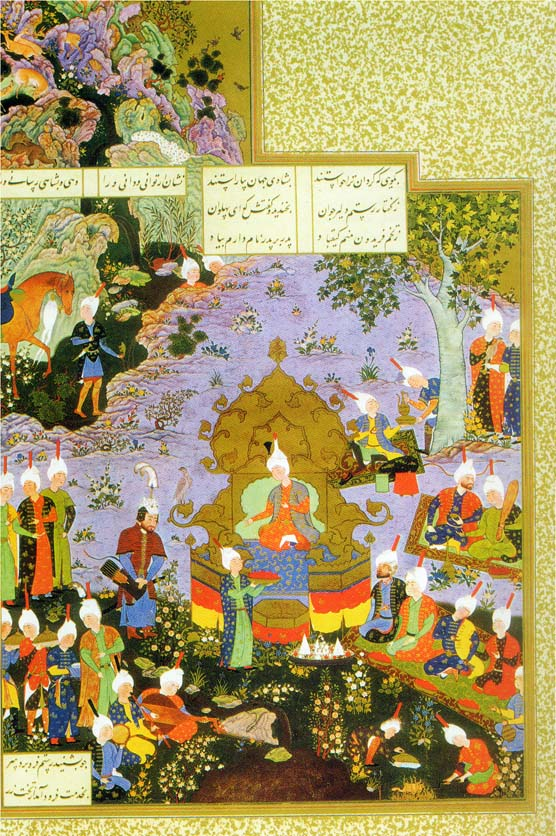
صفحة من إحدى نسخ الشاهنامة أشهر مؤلفات الفردوسي

وسمع فردوسي أن الدقيقي الشاعر كان ينظم الشاهنامه وقتل، وكان الفردوسي يتطلع إلى نظمه ويطمح إلى بلوغ أمله من بناء مجرى الماء. فصح عزمه حينئذ على الاضطلاع بالعبء الباهظ. ولم يكن لديه كتاب الملوك كله فاستشار صديقا له اسمه محمد لشكري فرغبه وحرضه على ما تصدّى له، وأخبره أن لديه الكتاب كاملا. فذهب الشاعر يستمدّ الشيخ محمدا معشوقا أحد أولياء طوس فبشره بأنه سيبلغ ما يريد. ووثق الفردوسي ببشارة الشيخ.
وبدأ الفردوسي فنظم حرب فريدون والضحاك فأولع الناس بنظمه. وكان أبو منصور والي طوس من قبَل السلطان. فلما سمع شعر الفردوسي أمره بالمضى في علمه، والتزم له بحاجاته. ثم مات أبو منصور فوهن الفردوسي. ومرثية أبي منصور في مقدّمة الشاهنامه، بعد ذكر محمد لشكري.

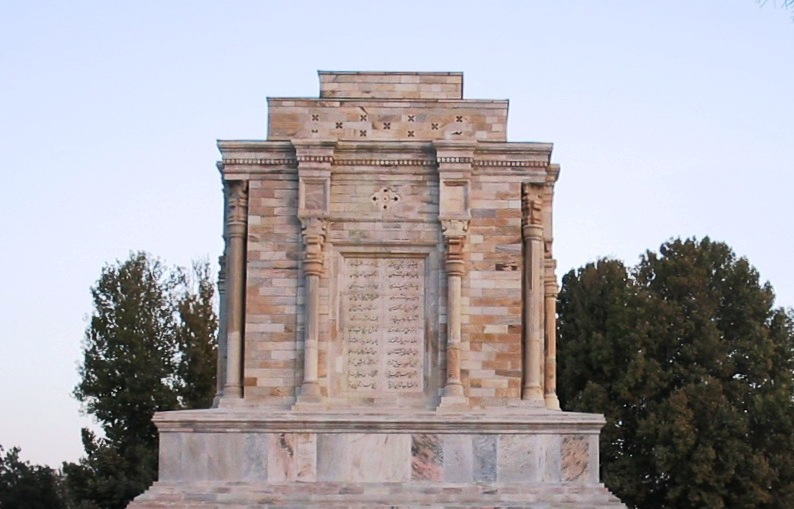
قبر الفردوسي في مدينة طوس، إيران

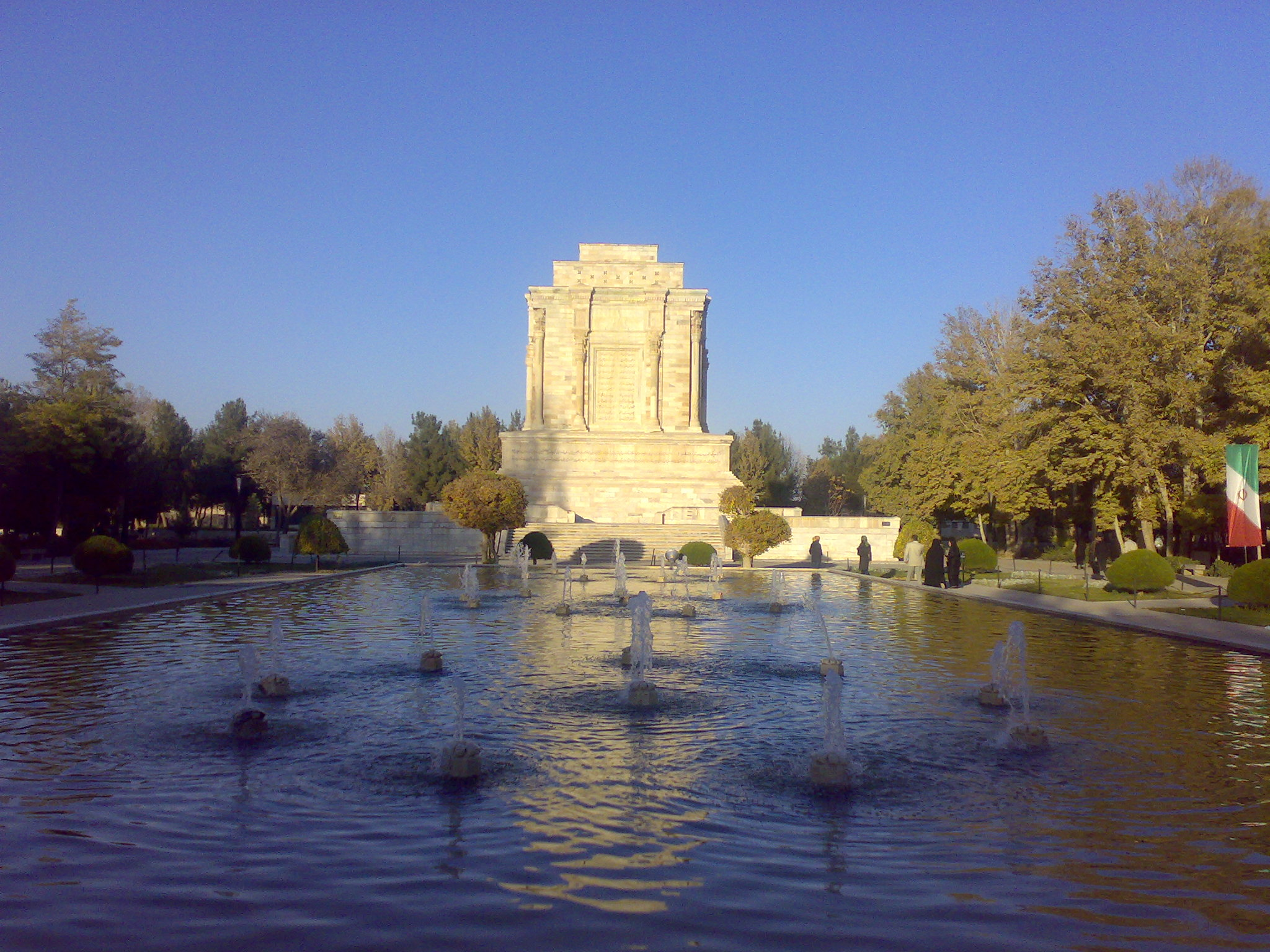

وأرسل السلطان بعد أبي منصور أرسلان خان واليا على طوس. وكان السلطان قد سمع بالفردوسي فأمر أرسلان خان بإشخاصه إلى غزنة، فاعتذر الفردوسي، واستعفى فلم يجده ذلك. ثم تذكر قصة الشيخ معشوق فعزم على الإجابة. حتى إذا بلغ هراة أتاه من غزنين خبر ساءه فتوقف هنالك ذلك أن بديع الدين صاحب ديوان الرسائل قال للعنصرى أبو القاسم حسن والرودكي أن قدوم الفردوسي واضطلاعه بنظم الكتاب يغضّ من شعراء السلطان.
فأرسلا إلى الفردوسي أنه لا فائدة في قدومه، فإن السلطان لا يذكره قط. فتردّد الفردوسي ثم خاف أن تكون خدعة فتلبث أياما في دار أبي بكر الوراق. ثم كان بين العنصرى وبديع الدين مشاقة فقال العنصرى لصاحبه: أنت رددت الفردوسي عن غزنة. وخشى بديع الدين مؤاخذة السلطان فأرسل إلى الفردوسي أن الرسالة الأولى كانت من حسد العنصرى والرودكي. فإن كان يستطيع أن يجاريهما في مضمار البلاغة فليحضر. فكتب في الرسالة أبياتا يعتد فيها بنفسه ويذكر أن العنصرى والرودكي لا خطر لهما عنده. ثم سار من هراة إلى غزنة.
وأمر السلطان الميمندي الوزير أن يعطيه ألف مثقال ذهب كلما نظم ألف بيت. وكان الفردوسي لا يأخذ المال يبغى أن يدخره لبناء سدّ طوس، كما تقدّم.
أكمل الفردوسي الشاهنامة، وسلمها إلى أياز فعرضها على السلطان فاستحسنها وأمر أن يعطى حمل فيل ذهبا. فقال الميمندي للسلطان: إني أخشى أن يقتله الفرح إذا منح هذا المقدار. وقال آخر: حرام أن يعطى شاعر فردستون ألف مثقال ذهب. حسبه مثلها فضة. فأمر السلطان أن يعطى 60 ألف مثقال فضة. وأرسلها الميمندي مع أياز. وكان الفردوسي إذ ذاك في الحمام.
فلما رأى الفضة قال: ما بهذا أمر السلطان. فأخبره أياز بما كان بين السلطان والميمندي. فغضب الفردوسي وقسم المال أثلاثا بين أياز والحماميّ وفقاعيّ شرب من عنده شربة فُقّاع. ثم قال لأياز: أبلغ السلطان أني ما تحملت هذا العناء للدرهم والدينار ولكن للثناء الحسن والذكر الخالد.
غضب السلطان على الميمندي وقال: عرّضت عِرضي لألسنة الشعراء. قال الميمندي: إن منحة السلطان تشريف كثرت أم قلت. ولو أرسلت إليه قبضة من تراب لوجب أن يقبلها ويكتحل بها. فثارت ثورة السلطان وقال: لأرمينّ هذا القرمطي تحت أرجل الفيلة غدا. وأجعله عظة لسيء الأدب.
خاف الفردوسي وتحير فلما خرج السلطان في الصباح إلى المتوضأ ارتمى على قديمه وقال: إن الحاسدين قرفوني عند السلطان بما أنا منه براء. واعتذر عما فعل بعطية السلطان وقال: هبني واحدا من المجوس أو اليهود والنصارى الذين في مملكت.
رضي السلطان وعاد الفردوسي إلى مسكنه فأحرق بضعة آلاف بيت في مسوداته. ثم ذهب إلى المسجد الجامع وكتب على الجدار عند مجلس السلطان بيتين معناهما أن حضرة السلطان كالبحر الذي لا قرار له. فإن غصت فيه فلم أظفر باللآلئ فذاك ذنبي لا ذنب البحر.
وأعطى أيازا كتابا وأوصاه أن يسلمه للسلطان بعد 20 يوما ثم ودّع أيازا وخرج راجلا ليس معه من زاد السفر ومتاعه شيء. وخاف الناس أن يزوّدوه للسفر ولكن أيازا أرسل وراءه الزاد خفية. وبعد عشرين يوما قدم أياز الكتاب للسلطان فاذا فيه الهجاء المشهور (فغضب السلطان وأمر بتعقبه، وجعل 50 ألف درهم لمن يأتيه به. ولكنه فات جهد الطالبين).
شاع أمر الفردوسي، وألم الناس لما أصابه. وبلغ الخبر قهستان. وكان واليها ناصر لك معجبا بالفردوسي فأرسل جماعة من خواصه فجاؤوا به إلى قهستان فأكرمه. وكان الفردوسي يريد أن يهجو السلطان فاحتال ناصر حتى عدل به عن الهجاء وأعطاه مائة ألف درهم. وسكنت ثائرة الفردوسي فندم على الأبيات التي أنشأها.
ثم كتب ناصر إلى السلطان يعجب من حرمان شاعر كالفردوسي بعد تحمله هذا العناء. ويبين للسلطان فقر الشاعر واحتياجه.
بلغ كتاب ناصر يوم الجمعة. وكان السلطان لم يذهب إلى الجامع منذ خرج الفردوسي من غزنة إلا ذلك اليوم فقرأ على جدار المسجد البيتين الذين كتبهما الفردوسي ثم رجع إلى قصره فإذا كتاب ناصر. واغتنم الفرصة جماعة من مقرّبي السلطان، والمعجبين بالشاعر فندم السلطان وغضب على من أشار عليه بالذي فعل، وعنف الميمندي وقتله.
هرب الفردوسي إلى مازندران، وأصلح الشاهنامة وألحق بها مديح وإلى مازندران وكان إذ ذاك من أبناء شمس المعالي قابوس بن وشمكير بن منوشهر بن شمس المعالي وابنه صهر السلطان، وهو ابن بنت مرزبان بن رستم بن شروين مؤلف مرزبان نامه. وكان من الشيعة فسرّ الوالي به وبالغ في إكرامه، وأراد أن يمسكه عنده لولا خوف السلطان محمود. فوصله واعتذر إليه وأمره بالرحيل.
فتوجه تلقاء بغداد وبقى فيها أياما حتى لقيه بعض أصدقائه من التجار فوعده أن يبلغه حضرة الخليفة. ثم اتصل الفردوسي بالوزير ومدحه بقصيدة عربية بليغة فأعجب به الوزير وأنزله في داره ومنّاه مكانة عند الخليفة. ثم رفع أمره إلى الخليفة فأمر بإحضاره وإكرامه فنظم في مدحه ألف بيت.
فلما أقام ببغداد وعلم أن الخليفة والناس لم يستحسنوا كتابه في ملوك المجوس نظم قصة يوسف وزليخا فأعجب بها الخليفة وأهل بغداد وزادوه إكراما.
فتحسر الفردوسي وغشى عليه فحمل إلى داره فإذا هو ميت. وبينا يسار بالشاعر إلى قبره جاءت صلة السلطان محمود.
عرضت العطية على ابنته فلم تقبلها، وقالت أخته: إن أخي كان يود أن يبني سدّ طوس بالحجر والحديد ليبقى ذكرا له فأنفِقوا المال في هذا. ففعلوا. ويسمى هذا السدّ سدّ عائشة فرّخ، وآثاره باقية. وذكر ناصر خسرو في كتابه سفرنامه أنه في سنة 438 مر بطوس فرأى رباطا كبيرا حديث البناء فسأل فقيل: إنه بني من صلة السلطان محمود للفردوسي. وقيل: إن السلطان لما علم أن الفردوسي مات، وأن وارثه لم يقبل المال أمر أن يبنى به عمارة. دفن الفردوسي في بستان له في طوس.

## العرب والفردوسي
يعتبر الفردوسي أكبر شاعر ملحمي فارسي. ويعتبر كذلك من قادة الحركة الشعوبية القائلة بتفضيل الفرس وذم العرب. حيث قام وزير السلطان محمود الغزنوي (أبو العباس الفضل بن أحمد الاسفرايني) بتكليف الفردوسي بكتابة قصائد شعرية يمجد فيها تاريخ فارس وحضارتها. تعتبر الشاهنامه من مراجع اللغة الفارسية الحديثة، وأساس الفكر القومي الفارسي. يقول المستشرق الإنجليزي كوويل في الشاهنامه: «الفردوسي وجد بلده تقريباً بدون أدب، فسلّم إليه الشاهنامه التي لم يستطع الادباء من بعده سوي تقليدها، دون أن يتفوق أحد عليها». وهي في الأصل عدة كتب كتبها أدباء فرس مختلفون في عدة عصور، جمعوا جميع الأساطير الفارسية القديمة. وقام الفردوسي بجمع ما في تلك الكتب في قصيدة طويلة. وأكثر الباحثين الإيرانيين يرون ذلك الكتب أهم موسوعة عن الفرس قبل الإسلام. فيقول رستم عليوف: «الشاهنامه موسوعه تتحدث عن ثقافة الشعب الإيراني وعلمه وفنه وتاريخه القديم، ونحن بحاجه إلى سنوات مديدة من البحث والدراسة حتي يمكن فهم وادراك عمق الكتاب الكبير}}.
وعلى النقيض يرى بعض الباحثين الإيرانيين (مثل أحمد شاملو أعظم الشعراء الفرس المعاصرين) عكس ذلك. فالكتاب لا يعدو كونه مجموعة لأساطير حيكت من قبل شعوبيين بتحريض بعض الحكام لأغراض سياسية، ولذلك لا يمكن اعتبارها أساساً لتاريخ إيران قبل الإسلام.
أما لماذا قام الفردوسي هذا العمل؟ فيقول بوربيرار «لأن الفردوسي كان يرتزق من إنشاد الشعر. وعندما انتهى من إنشاد الشاهنامة، تزامن ذلك مع سحق الحركة الشعوبية وقمعها، حيث لم يكن أحد ليدفع له أجرة كتابة الشاهنامة. ويعبر عن ندمه لِما قام به من عمل، ويوجه السب والشتم للذين كلفوه بإنشاد الشاهنامة لانه أخذ يعاني من ضيق العيش، وهو يتحدث بصراحة عن النقود التي لم تدفع له إزاء كتابة الشاهنامة».
وتفصيل ذلك أن السامانيين اهتموا كثيراً خلال حكمهم بإحياء التراث الفارسي قبل الإسلام. فانبرى أحد شعرائهم (الدقيقي) لنظم ملحمة تخلد ذلك التراث، معتمداً على شاهنامة أبي منصوري وغيره، لكنه قتل عام 368 هـ قبل أن يتمها. فبدأ الفردوسي بإتمامها بعد سنتين من وفاة الدقيقي اعتماداً على شاهنامه أبي منصوري وما تناقلته أفواه الناس في خراسان. وأثناء فترة نظمها التي استغرقت 30 عاماً، تولى الحكم السطان محمود سُبُكْتِكِيْن الغزنوي في في عام 389 هـ بعد أن أنهى حكم السامانيين. وبالرغم من أن وزيره الفارسي أبو العباس الاسفرايني شجع الفردوسي على المضي في التأليف. لكن من سوء حظ الفردوسي أنه عندما انتهى من جمع قصيدته، كان هذا الوزير قد قتل، وتولى الوزارة الحسن الميمندي الذي لم يكن متعاطفاً مع الفكر الشعوبي. وقيل أن انّ الفردوسي قد قرأ الشاهنامه على السلطان محمود لعدة أيام. وعندما فرخ منها قال له السلطان: ليس فيها شيء سوى حديث رستم. وفي جيشي ألف رجل كرستم! فقال له الفردوسي: أطال الله عمر السلطان، أنا لا أدري كم في جيشك مثل رستم، لكني أدري أن الله لم يخلق عبداً له كرستم. فقال السلطان لوزيره: إنّ هذا الصعلوك قد رماني بالكذب. فلم يعطه جائزة عليها، فنقم الفردوسي عليه وأضاف أبياتاً في هجاء السلطان محمود.

## معرض صور

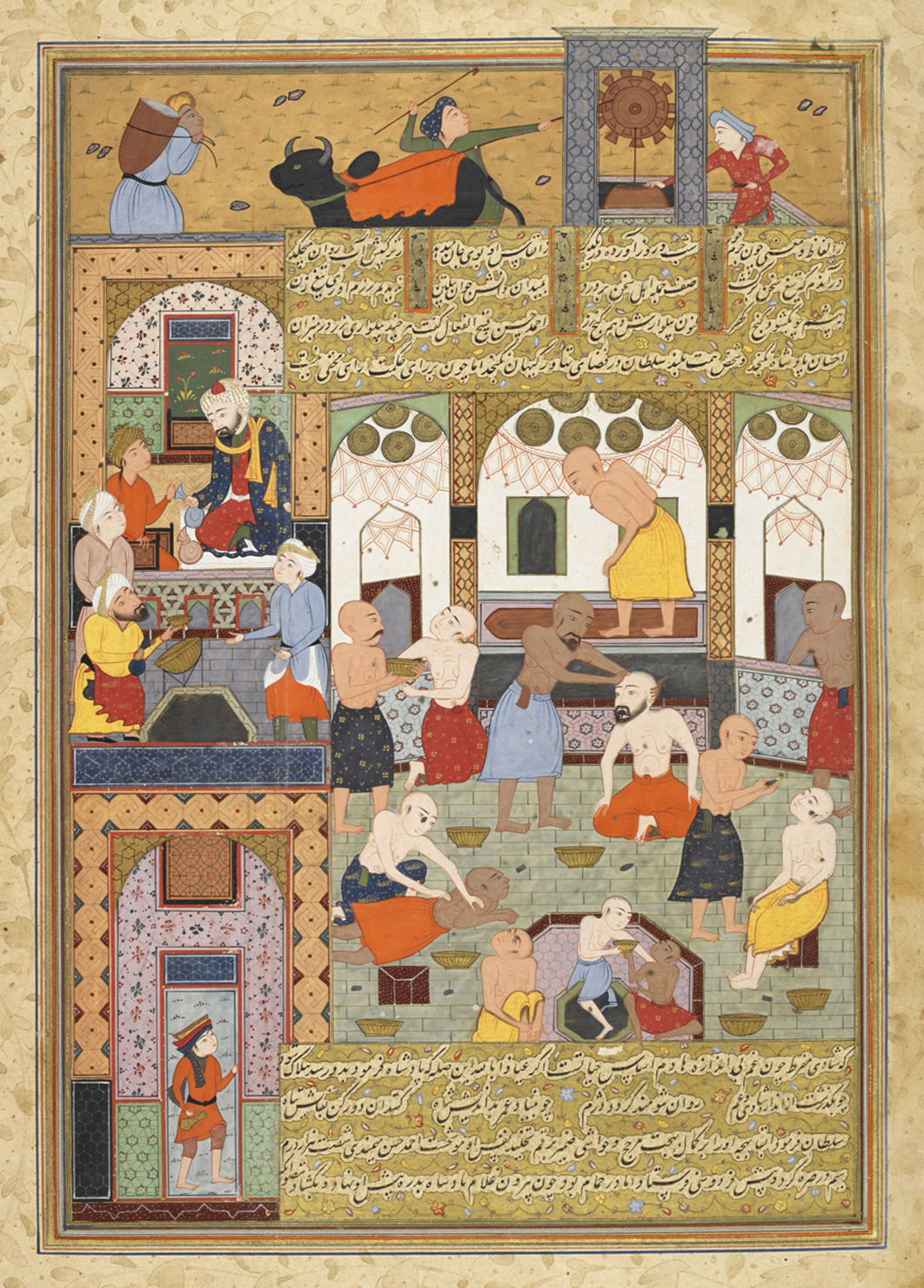
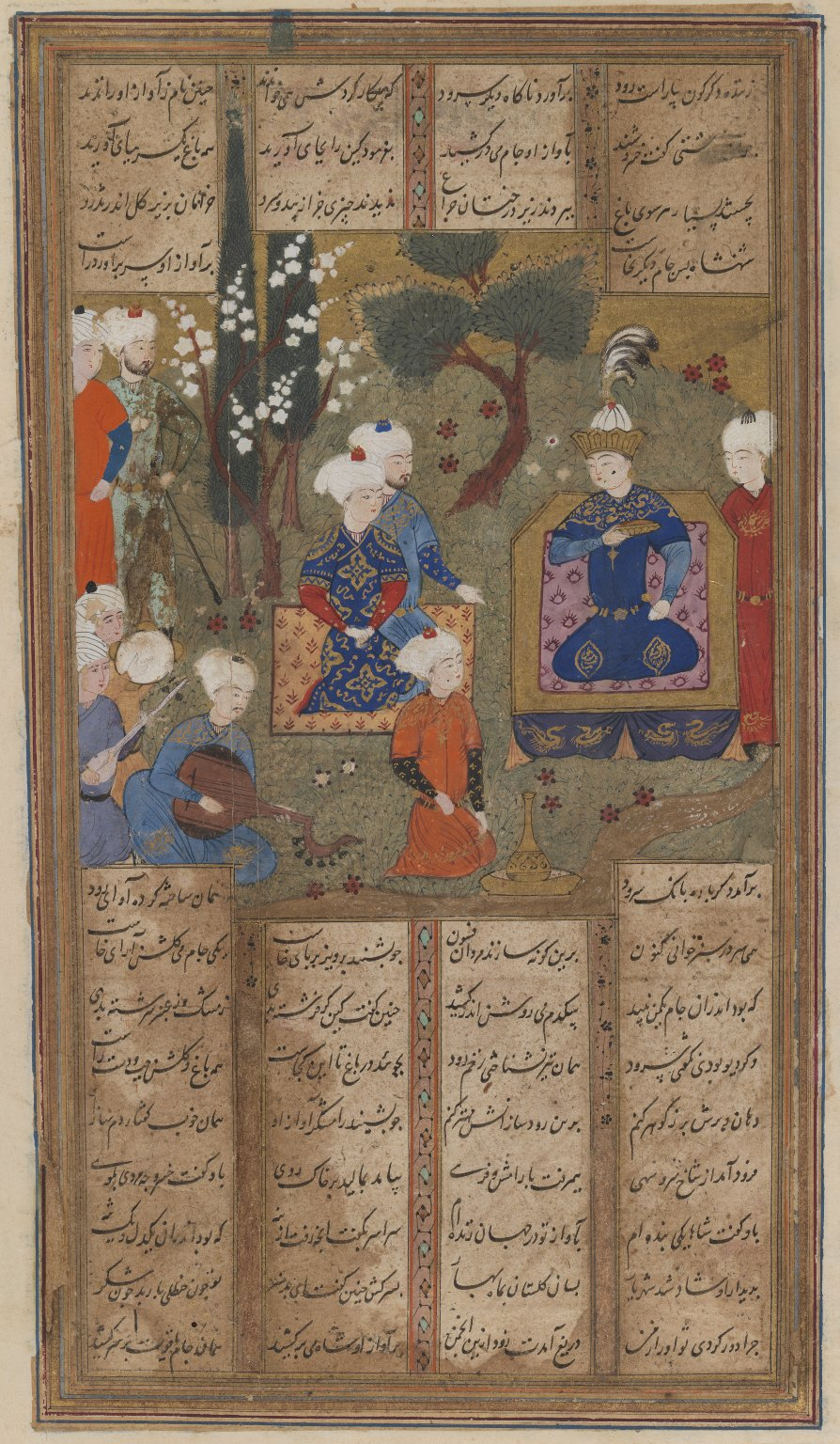
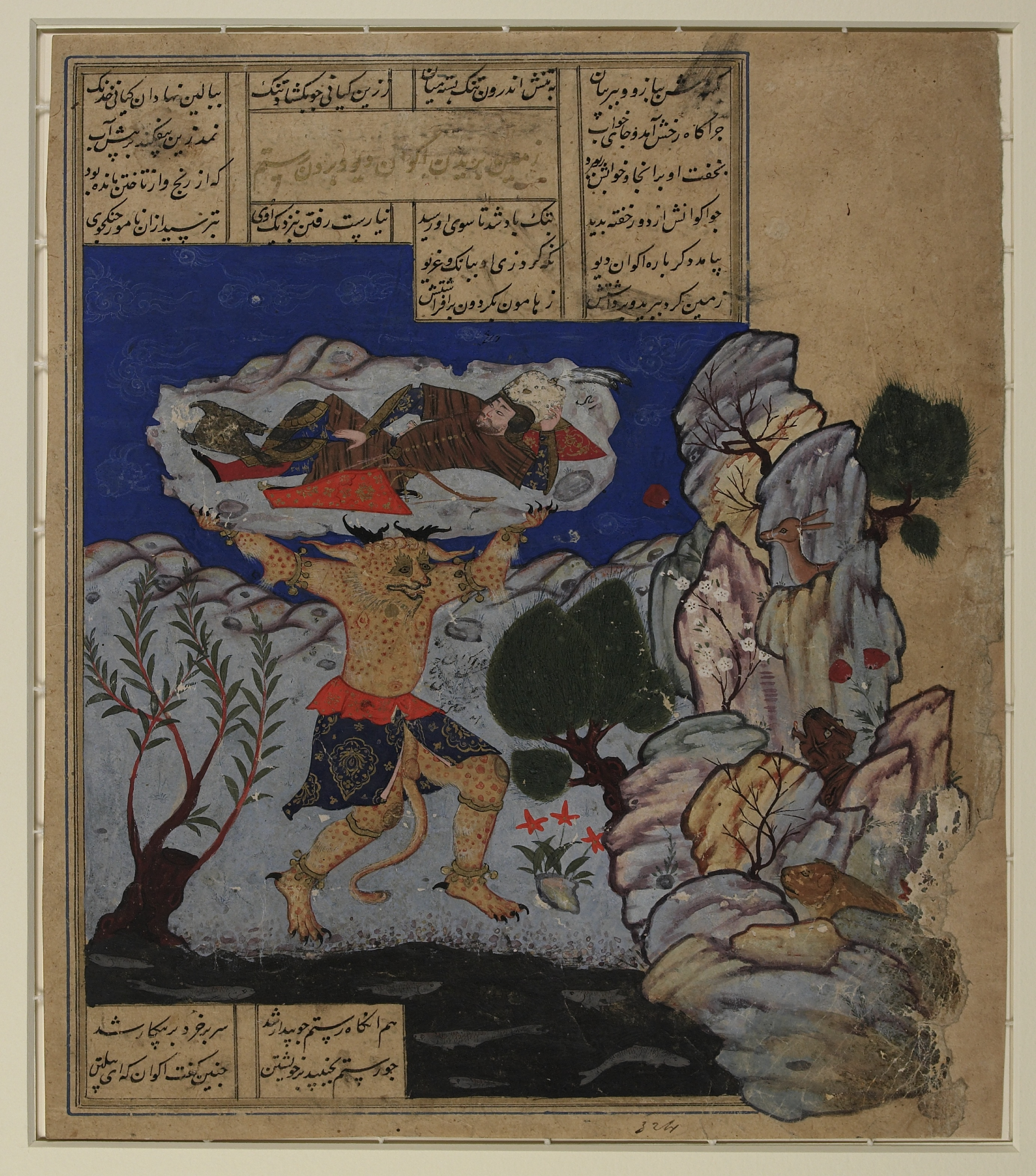